# 조금초등학교
조금초등학교는 대한민국 충청남도 당진시 대호지면 조금리에 있는 공립 초등학교이다.

## 학교 연혁
| 1922년 | 7월 1일  | 조금공립보통학교 설립인가                |
| 1938년 | 4월 1일  | 조금공립심상소학교로 개칭                |
| 1941년 | 4월 1일  | 조금공립국민학교로 개칭                  |
| 1947년 | 4월 1일  | 조금국민학교로 개칭                      |
| 1957년 | 11월 6일 | 당진군으로 편입                          |
| 1981년 | 3월 5일  | 병설유치원 개원                          |
| 1993년 | 3월 1일  | 송전분교장 본교 편입                     |
| 1996년 | 3월 1일  | 조금초등학교로 개칭                      |
| 1999년 | 3월 1일  | 송전분교장 통합                          |
| 2014년 | 3월 1일  | 도성초등학교 통폐합                      |
| 2016년 | 2월 5일  | 제89회 졸업장 수여식(8명, 누계 5,077명)  |
| 2016년 | 3월 1일  | 초등 6학급, 유치원 1학급 편성            |
| 2017년 | 2월 10일 | 제90회 졸업장 수여식(10명, 누계 5,087명) |
| 2017년 | 3월 1일  | 초등 7학급, 유치원 1학급 인가            |

## 참고 자료
- 조금초등학교 - 한국교육학술정보원 학교알리미